# Герма Сеюм
Герма Сеюм — імператор (негус) Ефіопії з династії Загве. Був сином Мари Такла Гайманота, молодшим братом імператора Татадіма й батьком Кедуса Гарбе та Гебре Мескеля.